# Gregori II Mamiconi
Gregori II Mamiconi fou patrici i generalissim d'Armènia del 744 o 745 fins al 745 o 746.
En ser nomenat patrici d'Armènia Asoci II Bagratuní, Gregori i David Mamiconi, que volien el càrrec per la seva família, es van revoltar però el governador Marwan ben Muhammad els va fer detenir i el va enviar a Damasc d'on se'ls va enviar deportats al Iemen.
El 744 el governador Marwan va sortir del país i els germans Gregori i David Mamiconi es van escapar del Iemen i van tornar als seus dominis on es van revoltar contra Asoci II. El governador àrab Ishak ben Muslim va intentar posar fi a la lluita però no ho va aconseguir.
Asoci va estar a punt de ser sorprès en una emboscada de la qual va escapar però va perdre els seus tresors. Asoci va deixar a la seva família a la fortalesa de Dariunq i es va traslladar a Damasc a demanar justícia al Califa Merwan o Marwan II.
Al deixar el país Gregori II Mamiconi va obtenir d'Ishak el càrrec de patrici dels nakharark i comandant de l'exèrcit armeni.
Asoci fou ben rebut pel califa que va ordenar tallar les mans i peus i estrangular a un dels germans Mamiconi (David) ordre que fou executada ràpidament per Ishak. Asoci fou enviat a Armènia altre cop ple d'honors i regals i Gregori Mamiconi va rebre l'ordre de reconèixer al seu rival i ser-li fidel.
Vers el 750 els Bagratuní ja havien desposseït als Mamiconi, als que van confiscar Beznunik (amb Khelat) i Taron (amb Muix i Bitlis).
El 750 els omeies foren enderrocats. Asoci, que restava lleial, va intentar resistir. Els nakharark van formar una Santa Lliga i es van declarar en rebel·lió general. L'exèrcit insurgent es va traslladar a Taik prop de la frontera romana d'Orient, ja que esperaven ajuda de l'emperador Constantí V. Asoci, que volia sotmestré's als abbàssides, va haver de seguir la rebel·lió però la va abandonar aviat i va tornar al Bagrevand, però a la tornada va caure en una emboscada de Gregori II Mamiconi, que el va fer cegar (750).
Després Gregori es va retirar a Teodosiòpolis (Erzurum) a la frontera romana d'Orient, però va morir poc després. La direcció de la rebel·lió va passar a son germà Musel III Mamiconi.